# 長鰭三鬚鱈
長鰭三鬚鱈，為輻鰭魚綱鱈形目江鱈科的其中一種，分布於東南大西洋的南非海域，體長可達34公分，為底棲性魚類，棲息在潮間帶，可做為食用魚。

## 擴展閱讀
維基物種上的相關：長鰭三鬚鱈